# Несторівський провулок
Не́сторівський прову́лок — провулок у Шевченківському районі міста Києва, місцевість Кудрявець. Пролягає від Вознесенського узвозу до Кудрявської вулиці та Кудрявського узвозу.
Прилучався Мало-Нестерівський провулок.

## Історія
Провулок відомий з 30-х років XIX століття під назвою Семенівська вулиця в передмісті Кудрявець. У 1842 році увійшов до меж міста. Зазначений під назвою Нестерівський (рос. Нестеровский) в офіційному переліку вулиць та провулків міста, складеному київським міськім землеміром 1855 року. Ця назва була зафіксована в офіційних документах, на картах міста та в довідниках більш ніж 125 років. Сучасна назва, на честь Нестора-літописця, фактично використовується з 1980-х років.
В енциклопедичних довідниках «Київ», довіднику «Вулиці Києва», виданому 1995 року, помилково стверджується, начебто назву Несторівський, на честь Нестора-літописця, провулок отримав 1855 року. Станом на серпень 2011 року на адресних табличках у провулку налічувалося чотири варіанти написання назви.
За міським розкладом з 1860-х років провулок належав до найнижчого, 4-го розряду, 1914 року переведений до 1-го розряду. У провулку було[коли?] кілька гарних зразків дерев'яної архітектури (не збереглися).

## Пам'ятки історії та архітектури
У будинку № 8а (1900 року побудови. Власність: Міністерство фінансів 1900–1917 рр.) з 1908 року проживав Віктор Ігнатович, директор Київської контори Державного банка. Він був другом та свояком Івана Франка, який під час свого останнього приїзду до Києва в 1909 році, проживав у Ігнатовича, у будинку на Несторівському провулку. Цей історичний факт увічнили меморіальною дошкою (відкрита 25 лютого 1955 року, замінена на гранітну в 1971 році, що мала неточності в датах, замінена на нову гранітну в 2017 році).
Під час радянської влади будинок прийшов в занепад. Зараз будинок відновлюється силами меценатів, проводяться роботи по його збереженню. В подальшому в ньому планується відкрити музей Івана Франка. 
Віктор Ігнатович був свідком на весіллі Івана Франка з Ольгою Хоружинською, пізніше одружився з сестрою Ольги Олександрою. Брав активну участь у національному русі, був казначеєм Українського клубу. Будинок Ігнатовича, зведений близько 1900 року, станом на серпень 2011 року був закритий на реконструкцію з надбудовою.
У 1926 році, коли відзначали десяту річницю з дня смерті Івана Франка, його ім'ям вирішили назвати вулицю, і саме ту, де він був під час свого останнього приїзду до Києва. Але через непорозуміння замість Нестеровського провулку перейменували Нестерівську вулицю, яка й досі носить ім'я Івана Франка.

## Зображення

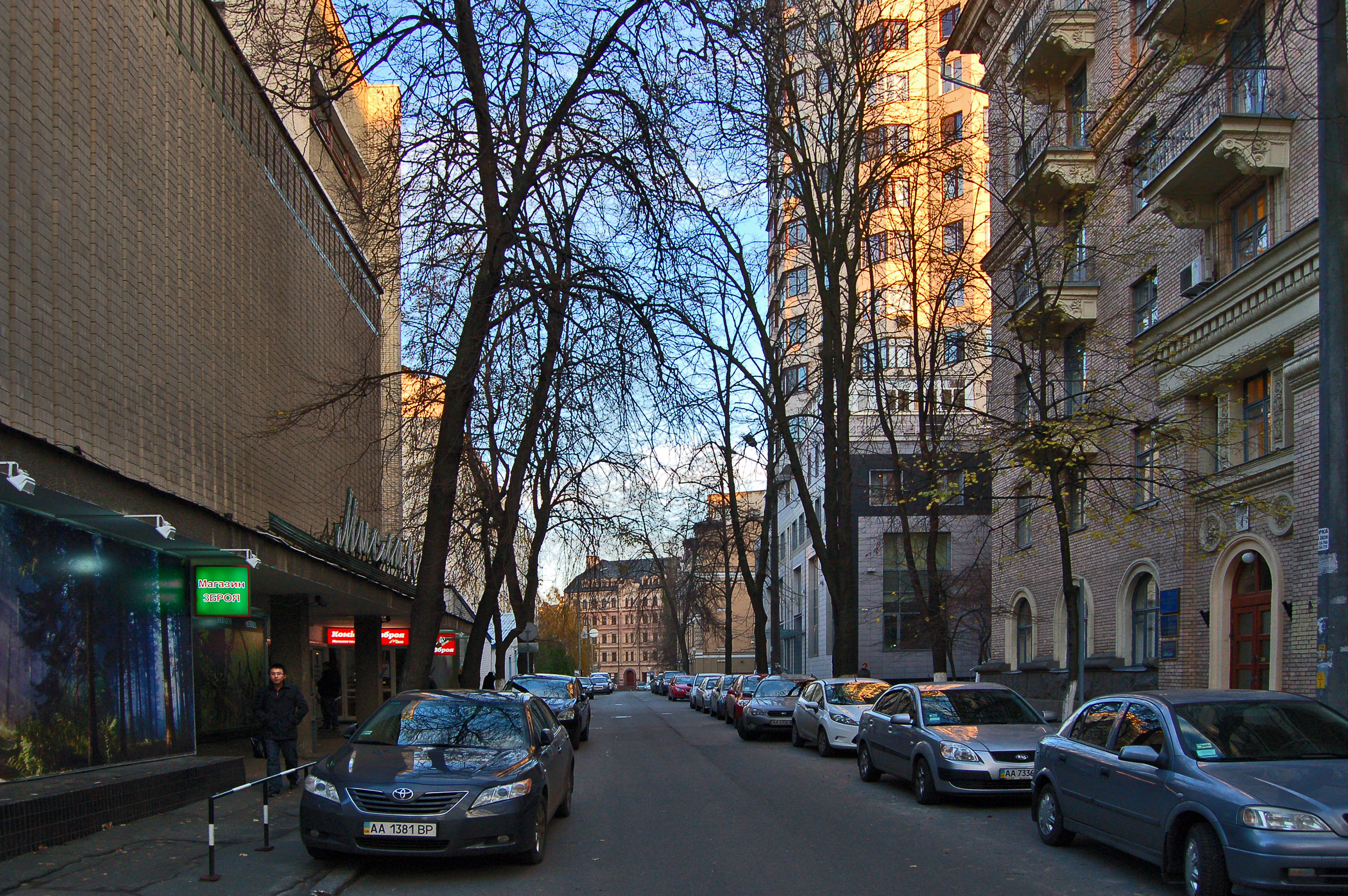
Вигляд провулку в бік Вознесенського узвозу
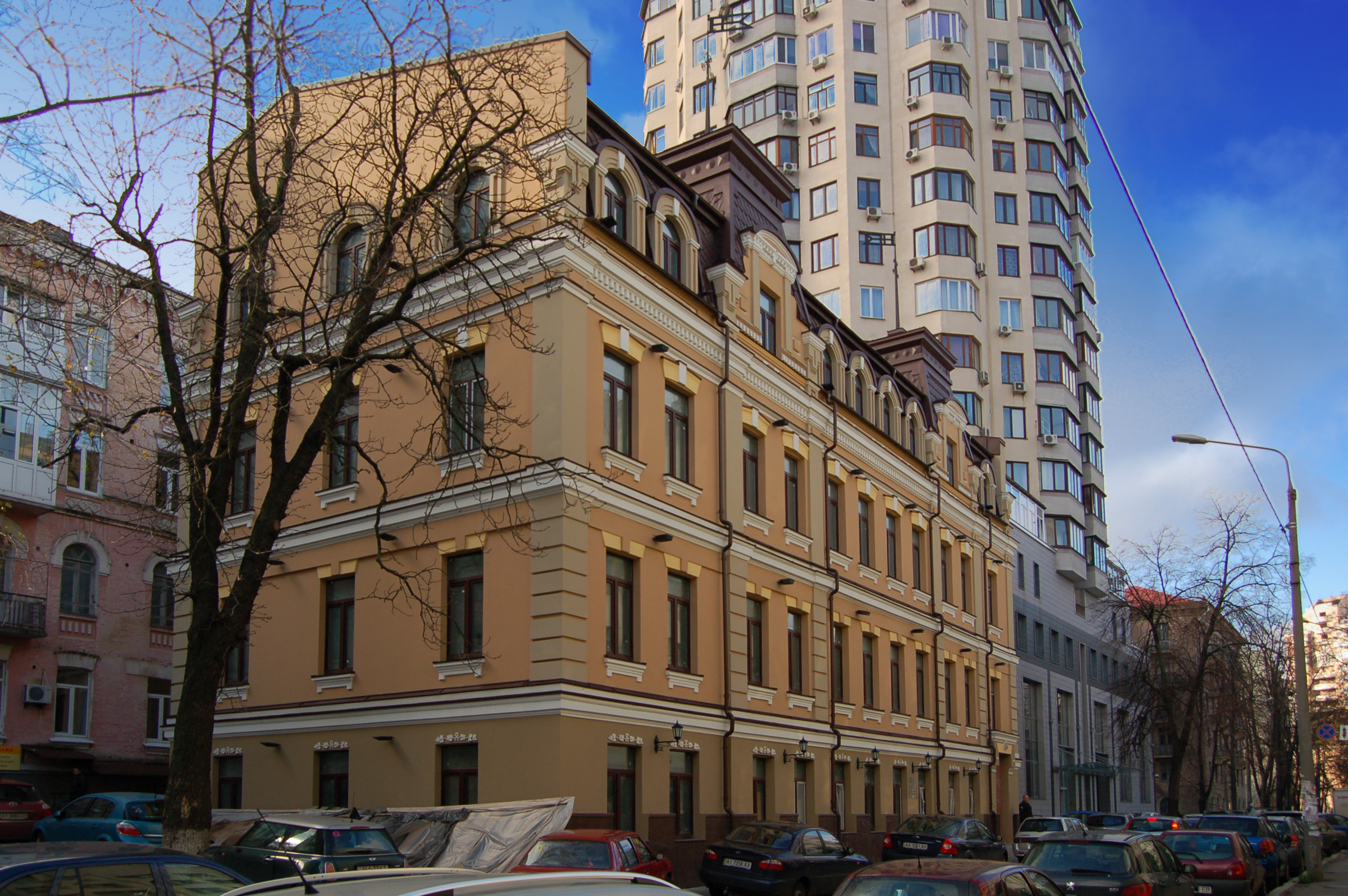
Будинок № 8, де зупинявся Іван Франко
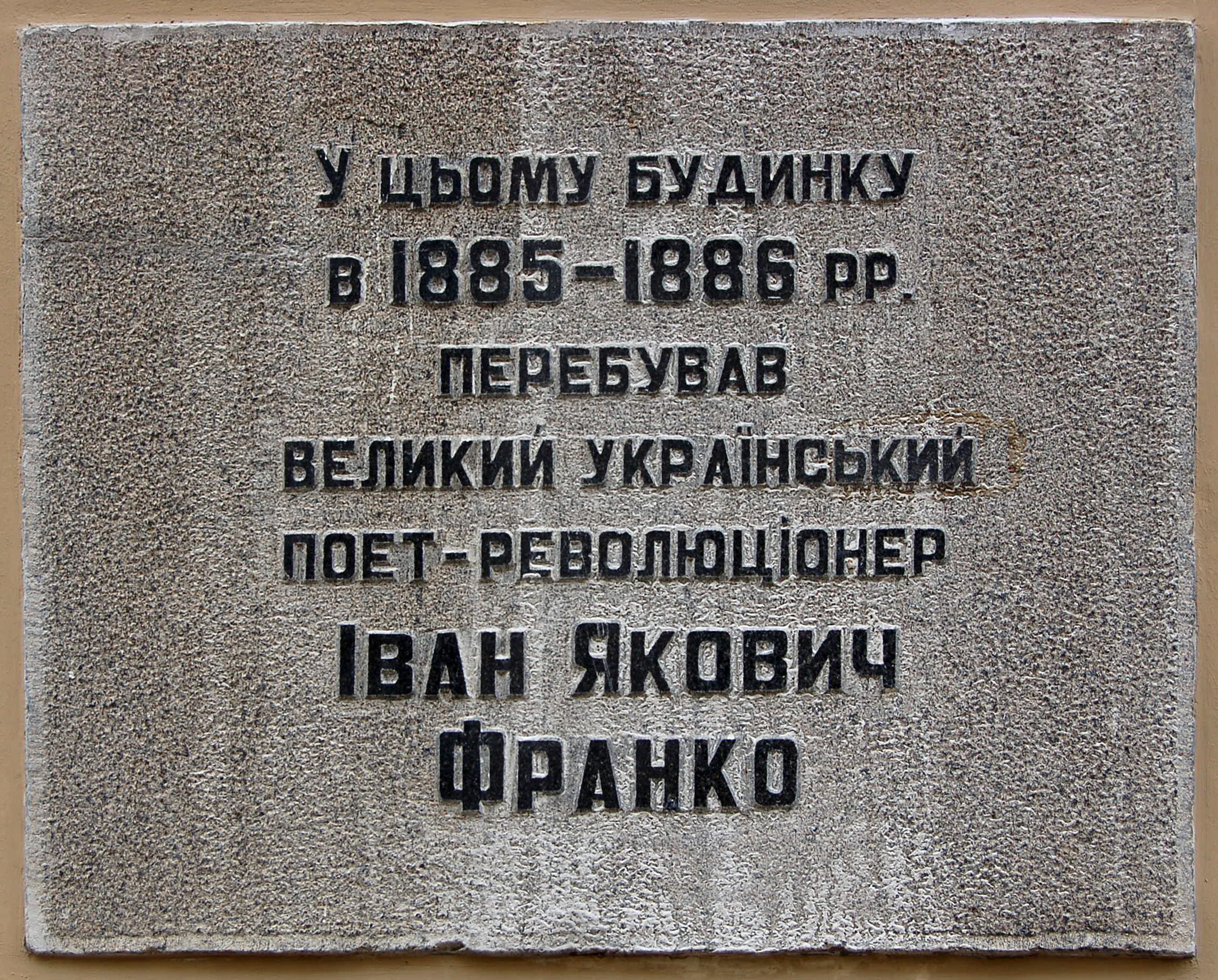
Меморіальна дошка на будинку № 8
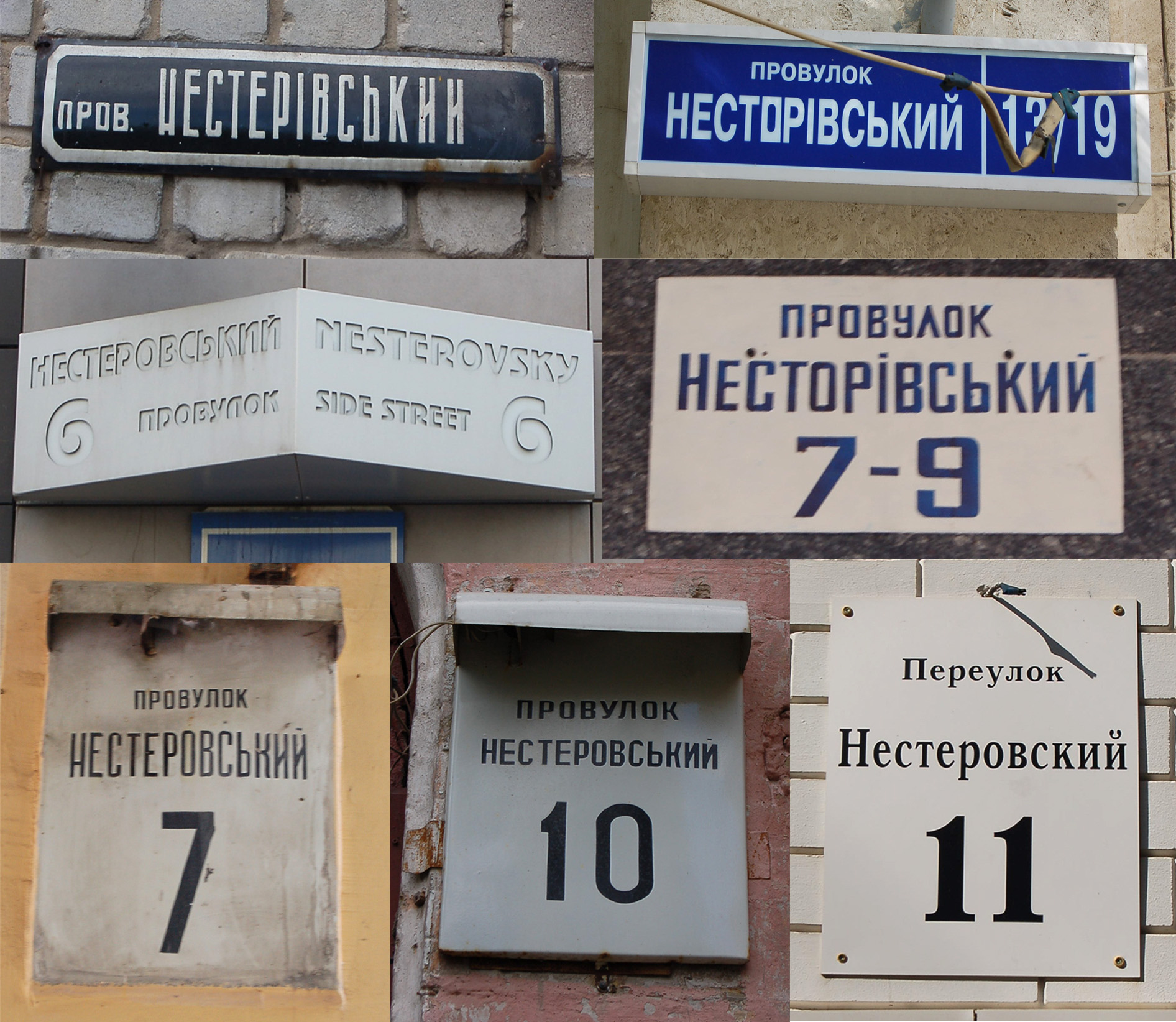
Варіанти адресних табличок

## Установи
- Інститут законодавства Верховної Ради України (буд. № 4)
- Поліклініка обласної лікарні № 2 по обслуговуванню учасників ліквідації аварії на ЧАЕС, воїнів-інтернаціоналістів та учасників Великої Вітчизняної війни (буд. № 13/19)